# Mayor gremeza
El Mayor gremeza és un antic manuscrit medieval trobat a Bovegno el 1980, considerat com el testimoni escrit més antic del llombard oriental que ha arribat fins als nostres dies.

## Troballa
El text es va trobar a Castello, un llogaret de Bovegno, a la primavera de 1980, durant la reforma d'una casa al centre històric. De fet, es va descobrir un pergamí petit sota la base d'una columna de fusta que sostenia la biga del sostre, mentre que a prop, entre la columna i la paret, hi havia un llibret petit en el qual mancaven algunes pàgines.

## Descripció
El pergamí contenia un breu document sobre un procurador datat el 10 de maig de 1355 i elaborat per Bortolino Benolchini, notari de la zona que està esmentat en alguns documents que es remunten a un període comprès entre el 1347 i el 1358 ; mentre que el llibret contenia una composició religiosa coneguda com a laude, dividida en dues parts. Comença amb una breu introducció, que representa una mena de guia moral per al bon cristià, seguida d'una invocació a Déu i a la Mare de Déu, el pròleg d'una Passió de Crist que posteriorment els estudis reconeixeran com a traducció llombarda oriental de l'anomenada Scriptura rubra, o de la segona part del Llibre de les Tres Escriptures de Bonvesin de la Riva.
Un element interessant de la composició, que segueix la tendència típica dels laudes d'aquest període, es troba en el llenguatge que s'utilitza per a l'escriptura. De fet, es caracteritza per una barreja inusual de paraules; tots dos pertanyen a un registre cultivat, però traduïts al llombard oriental com si fossin neologismes, que d'altra banda es poden reconèixer com a part de la tradició lingüística oral de Valtrompia .
D'altra banda, atès que el document més antic del llombard oriental conegut fins aleshores era una altra Passió de Crist, descoberta per Giuseppe Bonelli en un codi del de la Confraria i que data de prop de 1390, es pot considerar que Mayor gremeza és el més antic testimoni de l'existència del llombard oriental i del dialecte de Brescia.

## El text
Extracte del text del Passio Christi . 
| «                         | Faremo preg a Deo a Questi cominzament et a la soa mather ke preg l'omnipotent. Ke n'des a dir et a far tute l so placiment Ço ked is la scritura si se conven a dir De la pasin de Christ a ki ne plas hodir La qual per nu katif je plase sostegnir Bene questi paroli de panzer e da stremir Qui longa fis e dis del pasio del fy de la rayna. La qual si m’dia gratia et a mi sia vesina Ke parlo dritament de la pasion divina St’apreso si me scampo da la infernal pena.[...] | » |
| — Anonimo, Passio Christi | |   |